# سلوین بوگارد
سلوین بوگارد (انگلیسی: 4th Disciple؛ زادهٔ ) یک موسیقی‌دان اهل ایالات متحده آمریکا است. وی از سال ۱۹۹۲ میلادی تاکنون مشغول فعالیت بوده‌است. 